# Walter P. Lewis
Pour les articles homonymes, voir Lewis.
Walter P. Lewis, né le 10 juin 1866 à Albany (État de New York) et mort le 30 janvier 1932, est un acteur américain.

## Biographie
Acteur de seconds rôles, grand et à l'apparence d'ascète, Walter P. Lewis avait commencé sa vie professionnelle comme vendeur. On lui proposa surtout des rôles de méchants. Il incarne un Simon Legris des plus méprisables dans la version de 1918 de La Case de l'Oncle Tom. Dans ses dernières années, il a joué des justiciers, des shérifs ou des politiciens.

## Filmographie partielle
- 1912 : Blind Love de D. W. Griffith
- 1912 : Heredity de D. W. Griffith
- 1912 : The Painted Lady de D. W. Griffith
- 1912 : Cœur d'apache de D. W. Griffith
- 1913 : Three Friends de D. W. Griffith
- 1913 : La Jeune Téléphoniste et la Femme du monde de D. W. Griffith
- 1915 : Divorçons de Dell Henderson
- 1916 : The Eternal Sappho de Bertram Bracken
- 1918 : La Case de l'oncle Tom (Uncle Tom's Cabin) de J. Searle Dawley
- 1918 : To Hell with the Kaiser! de George Irving
- 1921 : David l'endurant d'Henry King
- 1921 : Un revenant plein d'esprit (The Ghost in the Garret) de F. Richard Jones
- 1923 : Malgré la honte (The Steadfast Heart)
- 1928 : The Little Shepherd of Kingdom Come d'Alfred Santell
- 1930 : Le Tigre de l'Arizona (The Arizona Kid) d'Alfred Santell
- 1931 : La Ruée vers l'Ouest de Wesley Ruggles